# Aerys II Targaryen
Aerys II Targaryen es un personaje ficticio de la saga Canción de hielo y fuego. No aparece en los sucesos narrados en la saga, pues el personaje ya se encuentra fallecido cuando comienza, sin embargo, su importancia se halla en que es el último rey de la dinastía Targaryen y padre de Rhaegar, Viserys y Daenerys Targaryen. Su historia es ampliamente detallada en el libro Cancion de hielo y fuego.
En la saga, Aerys es representado como el ejemplo de la denominada «Locura Targaryen», por su sadismo, crueldad y paranoia que a la postre causarían su caída y muerte.

## Historia
Aerys fue el único hijo que tuvo el rey Jaehaerys II Targaryen. Cuando el rey Aegon V el Improbable murió en la Tragedia de Refugio Estival, Jaehaerys se convirtió en Rey de los Siete Reinos y Aerys pasó a ser el heredero al Trono de Hierro y nuevo Príncipe de Rocadragón. La delicada salud de su padre le impidió reinar mucho tiempo, de modo que a los pocos años, Aerys ascendió al trono, convirtiéndose en «Rey de los Siete Reinos».
Siendo joven, Aerys contrajo matrimonio con su hermana Rhaella. Este no era un matrimonio deseado por el entonces rey Aegon V el Improbable; la razón fue que su padre oyó a través de una profecía que el llamado «Príncipe que fue Prometido» nacería de esta unión. Según el personaje de Ser Barristan Selmy, no existía amor entre los cónyuges. Su primer hijo, Rhaegar, nació el mismo día que sucedió la Tragedia de Refugio Estival.

### Rey de los Siete Reinos
Su reinado comenzó de forma prometedora; Aerys era un joven vigoroso, carismático, generoso y capaz de ser gentil aunque se irritaba con facilidad. Las crónicas de la obra destacan que Aerys era vulnerable a los elogios, lo que en la realidad escondía una acusada falta de seguridad en sí mismo. Su primera decisión fue nombrar a un viejo conocido suyo, Tywin Lannister, como su nueva Mano del Rey, impresionado por cómo había lidiado con las casas levantiscas de su señorío. Bajo el gobierno de Aerys y Tywin los Siete Reinos prosperaron, viviendo una etapa de riqueza, paz y unión. Tywin demostró ser un extraordinario administrador, lo que al final terminó generándole la envidia de Aerys al ver cómo Tywin era reconocido como el auténtico regidor de los Siete Reinos y no él.

El rey conocía la creencia popular de que él no era más que una figura nominal y que Tywin Lannister era el verdadero señor de los Siete Reinos. La idea lo enfurecía sobremanera y se propuso desmentirla y humillar a su «todopoderoso sirviente» y «ponerlo en su lugar».
El mundo de hielo y fuego

La relación entre Aerys y Tywin empezó a resquebrajarse cuando Tywin se casó con su prima, Joanna Lannister. Aerys sentía pasión por Joanna y alguna de las «bromas» que Aerys realizó hacia Joanna no fueron bien recibidas por Tywin. Por otro lado, el carácter de Aerys hacía que fuera presa fácil de los aduladores, los cuales despreciaban a Tywin como forma de complacer al rey. Pronto Aerys empezó a intentar depender menos de Tywin como forma de demostrar su valía a la vez que su carácter se volvía más errático y paranoico.
El matrimonio entre Aerys y Rhaella también se volvió cada vez más hostil. Ella sufrió varios abortos y niños que nacieron muertos, o fallecieron al poco tiempo. Aerys buscó culpables por todos los rincones, llegando a obligar a la reina a no abandonar la Fortaleza Roja bajo ningún concepto. Finalmente, la reina dio a luz al príncipe Viserys Targaryen, lo que pareció mejorar el cada vez más inestable carácter del rey.
Un punto de inflexión sucedió en la llamada «Resistencia de Valle Oscuro». El señor de la Casa Darklyn retuvo los impuestos destinados a la Corona y Aerys partió con una pequeña hueste queriendo demostrar que no necesitaba a Tywin para resolver la situación, respondiendo lord Darklyn aprisionando al rey. Tywin partió con sus ejércitos, lo que originó que lord Darklyn amenazara con asesinar a Aerys si atacaban. Fue el Guardia Real Ser Barristan Selmy quien se infiltró y liberó al rey. Aerys ordenó la tortura y muerte de todos los miembros de la Casa Darklyn, incluyendo mujeres y niños, junto con todos sus vasallos. Tras la Resistencia de Valle Oscuro, la paranoia de Aerys llegó a su culmen; se negó a salir de la Fortaleza Roja y empezó a desconfiar de todo el mundo, incluso de su hijo Rhaegar y de Tywin. Fue entonces cuando Aerys nombró como Consejero de los Rumores a Varys, un eunuco cuya fama llegaba desde las Ciudades Libres.
En el año 276, Aerys asistió a un torneo en Lannisport que Tywin celebraba en honor al recién nacido príncipe Viserys. En dicho torneo, Tywin le propuso al rey casar a su hija Cersei con el príncipe Rhaegar, pero Aerys lo rechazó, afirmando que: «un señor no casaba a sus hijos con los de sus sirvientes». La ofensa final hacia Tywin vino cuando Aerys aceptó a su primogénito, Jaime Lannister, en la Guardia Real; de esa forma, Tywin quedaba privado de su heredero. Tywin renunció finalmente a su cargo de Mano del Rey y regresaba a Roca Casterly. Aerys nombró como nueva Mano al anciano lord Owen Merryweather, de escasa inteligencia, pero gentil y adulador.
Las relaciones entre Aerys y su heredero Rhaegar también se deterioraron con el paso del tiempo. Rhaegar se había establecido en Rocadragón junto a su nueva esposa, Elia Martell, y sus colaboradores, lo que empezó a hacer creer al rey que su primogénito conspiraba contra él. Se comenzó a rumorear que Rhaegar planeaba destronar a su padre o que este consideraba desheredar a Rhaegar y nombrar a su segundo hijo Viserys como su nuevo heredero. En el 281 se celebró un torneo en Harrenhal al que decidió asistir el rey, siendo la primera vez que salía de la Fortaleza Roja desde la Resistencia del Valle Oscuro. Aerys temía que Rhaegar se sirviera del torneo para obtener apoyos y arrebatarle el trono. Aerys sorprendió a todos con su apariencia; debido a que temía ser envenenado, apenas comía y estaba en extremo delgado, tampoco permitía ningún objeto cortante en su presencia, de modo que tenía el pelo y la barba muy largas, sucias y enmarañadas, además de unas larguísimas uñas.

### Rebelión de Robert
El secuestro de Lyanna Stark a manos de Rhaegar causó que el heredero de la Casa Stark acudiera a Desembarco del Rey demandando justicia; Aerys lo acusó de conspiración y ordenó arrestarlo. Cuando su padre llegó para responder por él, demandó un juicio por combate; Aerys declaró al fuego valyrio el campeón de los Targaryen y quemó a Lord Stark en su propia armadura mientras su hijo era estrangulado. Estos sucesos causaron la denominada Rebelión de Robert cuando las Casas Stark, Baratheon, Tully y Arryn se levantaron contra el Trono de Hierro. La rebelión seguía extendiéndose de modo que Aerys destituyó a Lord Owen Merryweather como Mano del Rey y nombró a Jon Connington, un joven amigo de Rhaegar conocido por su audacia y vigorosidad. La derrota de Connington en batalla hizo que Aerys lo destituyera; Rhaegar le pidió que nombrara a Tywin como Mano, pero él se negó y nombró a su Consejero de la Moneda, Lord Qarlton Chelsted. Tras la derrota y muerte del príncipe Rhaegar en la Batalla del Tridente, Aerys vio que la guerra estaba perdida y envió a su embarazada esposa y a su hijo Viserys rumbo a Rocadragón mientras él permanecía en la Fortaleza Roja junto a la princesa Elia Martell como una manera de asegurarse la lealtad de Dorne.
Aerys había desarrollado una fascinación con el fuego valyrio y ordenó a sus piromantes que lo acumularan bajo Desembarco del Rey para cuando los rebeldes llegaran. Cuando Lord Qarlton Chelsted se enteró renunció a su cargo de Mano del Rey, respondiendo Aerys quemándolo con fuego valyrio y nombrando como nueva Mano al líder de los piromantes. Antes de que los rebeldes llegaran, Lord Tywin Lannister —con 10.000 hombres— llegó proclamando su lealtad. Aerys no estaba seguro de qué hacer; Varys le recomendó desconfiar de sus intenciones, pero el Gran Maestre Pycelle afirmó que Tywin siempre había sido leal a la Corona, así que Aerys ordenó abrir las puertas, produciéndose el Saqueo de Desembarco del Rey.
Desesperado y enloquecido, Aerys ordenó prender el fuego valyrio y al único Guardia Real que quedaba a su lado, Jaime Lannister, que matara a su padre. En lugar de obedecerle, Jaime asesinó a Aerys a los pies del Trono de Hierro y después a los piromantes. El cadáver de Aerys fue encontrado por Eddard Stark cuando tomó la capital en nombre de Robert Baratheon, ordenando quemar su cadáver siguiendo la tradición de la Casa Targaryen. Con su muerte se  dio por terminada a la dinastía Targaryen dentro de la obra, inaugurada por Aegon el Conquistador hacía casi tres siglos dentro de la cronología de la saga.

## Adaptación televisiva

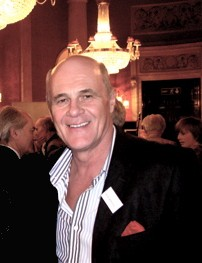
David Rintoul interpretó a Aerys en la sexta temporada.

En la serie de TV de HBO, Juego de tronos, el parentesco real de Aerys fue cambiado. Se suprimió a su padre, Jaehaerys II Targaryen, haciendo que Aerys fuera hijo de Aegon V Targaryen, en vez de su nieto. La razón parece ser simplificar la relación entre el Maestre Aemon y los demás Targaryen.
Adicionalmente, el actor Liam Burke fue escogido para interpretar a Aerys en un flashback durante la primera temporada, pero la escena fue cortada por tiempo y continuidad.
En la sexta temporada, Aerys volvió a aparecer en modo de flashbacks, esta vez interpretado por el actor David Rintoul.